# Devecey
Devecey ist eine französische Gemeinde mit 1314 Einwohnern (Stand: 1. Januar 2022) im Département Doubs in der Region Bourgogne-Franche-Comté. Sie gehört zum Arrondissement Besançon und ist Mitglied im Gemeindeverband Grand Besançon Métropole. Die Bewohner werden Develçois und Develçoises genannt.

## Geographie
Devecey liegt auf 230 m, etwa zehn Kilometer nördlich der Stadt Besançon (Luftlinie). Das Dorf erstreckt sich am südlichen Rand der Talniederung des Ognon gegenüber von Voray-sur-l’Ognon, am Nordfuß des Kammes der Grande Côte im äußersten Nordwesten des Département Doubs.
Die Fläche des 3,78 km² großen Gemeindegebiets umfasst einen Abschnitt des Ognon-Tals. Der Hauptteil des Gebietes wird von der Talebene südlich des Ognon eingenommen. Sie wird durch den Dorfbach zum Ognon entwässert, doch reicht der Gemeindeboden nicht bis an den Flusslauf. Das Hauptsiedlungsgebiet befindet sich auf den leicht erhöhten Hochterrasse, bestehend aus eiszeitlichen Flussablagerungen. Nach Süden erstreckt sich das Gemeindeareal über einen steilen Hang bis auf die Höhe von Châtillon-le-Duc mit der Forêt de Chailluz, welche die westliche Fortsetzung des Höhenzuges der Grande Côte darstellt. Mit 482 m wird hier die höchste Erhebung von Devecey erreicht.
Nachbargemeinden von Devecey sind Voray-sur-l’Ognon im Norden, Bonnay im Osten, Châtillon-le-Duc im Süden sowie Chevroz im Westen.

## Geschichte
Erstmals urkundlich erwähnt wird Devecey in einem Güterverzeichnis des Klosters Saint-Vincent in Besançon. Während des Mittelalters stand der Ort unter der Herrschaft des Klosters. Zusammen mit der Franche-Comté gelangte das Dorf mit dem Frieden von Nimwegen 1678 definitiv an Frankreich.
Im Zweiten Weltkrieg gelang es einem Sabotagetrupp der Résistance am 29. Juli 1944 zwei deutsche Züge durch Entgleisung zu zerstören und die Transporte der deutschen Besatzer auf der Linie Besançon–Vesoul zum Erliegen zu bringen.

## Sehenswürdigkeiten
Die Dorfkirche St-Lazare wurde 1856 an der Stelle einer Kirche aus dem 17. Jahrhundert errichtet.

## Bevölkerung
| Jahr                       | 1962 | 1968 | 1975 | 1982 | 1990 | 1999 | 2016 |
| Einwohner                  | 276  | 444  | 702  | 955  | 1401 | 1423 | 1444 |
| Quellen: Cassini und INSEE |      |      |      |      |      |      |      |

Nachdem die Einwohnerzahl in der ersten Hälfte des 20. Jahrhunderts stets im Bereich zwischen 140 und 190 Personen gelegen hatte, wurde seit Beginn der 1960er Jahre ein markantes Bevölkerungswachstum verzeichnet. Seither entstanden am Ortsrand zahlreiche Einfamilienhäuser, und die Einwohnerzahl hat sich fast versechsfacht.

## Wirtschaft und Infrastruktur
Devecey war bis weit ins 20. Jahrhundert hinein ein vorwiegend durch die Landwirtschaft (Ackerbau, Obstbau und Viehzucht) geprägtes Dorf. Seit den 1970er Jahren hat sich am Ortsrand eine Gewerbe- und Industriezone entwickelt. Hier haben sich vor allem Unternehmen der Branchen Oberflächenbehandlung, Feinmechanik, Transportgewerbe und Kartonherstellung niedergelassen. Daneben gibt es zahlreiche Betriebe des Einzelhandels. Mittlerweile hat sich das Dorf auch zu einer Wohngemeinde gewandelt. Viele Erwerbstätige sind deshalb Wegpendler, die in der Agglomeration Besançon ihrer Arbeit nachgehen.
Die Ortschaft ist verkehrstechnisch gut erschlossen. Sie liegt an der Hauptstraße N57, die von Besançon nach Vesoul führt. Der Dorfkern ist heute durch eine vierspurige Ortsumfahrung vom Durchgangsverkehr entlastet. Der nächste Anschluss an die Autobahn A36 befindet sich in einer Entfernung von ungefähr sieben Kilometern. Weitere Straßenverbindungen bestehen mit Geneuille, Châtillon-le-Duc, Bonnay und Chevroz.